# Daniel Vasserot
Daniel Vasserot (1659-1733), originaire de Saint-Véran, est un manufacturier français.

## Biographie
Premier industriel français du coton dont le nom soit resté dans l'histoire, il fonde, en 1691 à Genève, la première fabrique d'indiennes de la région avec son beau-frère Daniel Fazy. Il avait fui la France en 1686, l'année où la fabrication d'indienne y fut interdite et un an après la révocation de l'édit de Nantes par Louis XIV. 
Dans les années qui suivent, Vasserot crée d'autres fabriques d'indiennes. Il ouvre une première fabrique aux Eaux-Vives, puis une seconde en 1701, en s’associant à son neveu Antoine Fazy. Une troisième fabrique est créée en 1706, sous la raison sociale « Antoine Fazy & Cie, et transférée aux Pâquis en 1719. Une rue de Genève rappelle cette aventure.

## Sources et références
- Jean Tivollier (1858-1939), Monographie de la vallée du Queyras
- Anne Wanner-JeanRichard, « Le développement de l'indiennage en Suisse » dans Le Coton et la Mode, 1000 ans d'aventures